# Gautier Lloris
Gautier Lloris (sinh ngày 18 tháng 7 năm 1995) là một cầu thủ bóng đá người Pháp thi đấu ở vị trí trung vệ cho Le Havre.

## Sự nghiệp câu lạc bộ
Vào ngày 4 tháng 1 năm 2016, Lloris có màn ra mắt trong trận hòa 2–2 của Nice trước Rennes tại Cúp bóng đá Pháp.
Vào ngày 12 tháng 7 năm 2022, Lloris ký hợp đồng hai năm với Le Havre.

## Cuộc sống cá nhân
Anh là em trai của Hugo Lloris, một tuyển thủ quốc gia Pháp.

## Thống kê sự nghiệp
Tính đến 4 tháng 12 năm 2019
| Câu lạc bộ             | Mùa giải           | Giải vô địch       | Giải vô địch | Giải vô địch | Cúp     | Cúp       | Cúp quốc nội | Cúp quốc nội | Châu Âu | Châu Âu   | Khác    | Khác      | Tổng    | Tổng      |
| Câu lạc bộ             | Mùa giải           | Hạng đấu           | Số trận      | Bàn thắng    | Số trận | Bàn thắng | Số trận      | Bàn thắng    | Số trận | Bàn thắng | Số trận | Bàn thắng | Số trận | Bàn thắng |
| ---------------------- | ------------------ | ------------------ | ------------ | ------------ | ------- | --------- | ------------ | ------------ | ------- | --------- | ------- | --------- | ------- | --------- |
| Nice                   | 2015–16            | Ligue 1            | 2            | 0            | 1       | 0         | 0            | 0            | —       | —         | —       | —         | 3       | 0         |
| Nice                   | 2016–17            | Ligue 1            | 0            | 0            | 0       | 0         | 0            | 0            | 0       | 0         | —       | —         | 0       | 0         |
| Nice                   | 2017–18            | Ligue 1            | 0            | 0            | 0       | 0         | 0            | 0            | 0       | 0         | —       | —         | 0       | 0         |
| Nice                   | 2018–19            | Ligue 1            | 0            | 0            | 0       | 0         | 0            | 0            | —       | —         | —       | —         | 0       | 0         |
| Nice                   | 2019–20            | Ligue 1            | 3            | 0            | 0       | 0         | 0            | 0            | —       | —         | —       | —         | 3       | 0         |
| Nice                   | Tổng               | Tổng               | 5            | 0            | 1       | 0         | 0            | 0            | 0       | 0         | 0       | 0         | 6       | 0         |
| Gazélec Ajaccio (mượn) | 2017–18            | Ligue 2            | 13           | 0            | 0       | 0         | 0            | 0            | —       | —         | —       | —         | 13      | 0         |
| Tổng kết sự nghiệp     | Tổng kết sự nghiệp | Tổng kết sự nghiệp | 18           | 0            | 1       | 0         | 0            | 0            | 0       | 0         | 0       | 0         | 19      | 0         |